# Sceloporus variabilis
Espèce
Synonymes
- Sceloporus marmoratus Hallowell, 1852
- Sceloporus delicatissimus Hallowell, 1852
- Sceloporus olloporus Smith, 1937

Statut de conservation UICN

 LC  : Préoccupation mineure
Sceloporus variabilis est une espèce de sauriens de la famille des Phrynosomatidae.

## Répartition
Cette espèce se rencontre :
- aux États-Unis dans le sud du Texas ;
- au Mexique dans le Coahuila, dans le Nuevo León et dans le Tamaulipas, dans le Yucatán, dans le Veracruz et dans le Querétaro ;
- au Belize ;
- au Guatemala ;
- au Honduras ;
- au Salvador ;
- au Nicaragua ;
- au Costa Rica.

## Description
C'est un saurien ovipare.

## Liste des sous-espèces
Selon The Reptile Database (22 février 2013) :
- Sceloporus variabilis marmoratus Hallowell, 1852
- Sceloporus variabilis olloporus Smith, 1937
- Sceloporus variabilis variabilis Wiegmann, 1834

## Publications originales
- Hallowell, 1852 : Descriptions of new species of reptiles inhabiting North America. Proceedings of the Academy of Natural Sciences of Philadelphia, vol. 6, p. 177-182 (texte intégral).
- Smith, 1937 : A synopsis of the Variabilis group of the lizard genus Sceloporus, with descriptions of new subspecies. Occasional papers of the Museum of Zoology, University of Michigan, no 358, p. 1-14 (texte intégral).
- Wiegmann, 1834 : Herpetologia mexicana, seu Descriptio amphibiorum Novae Hispaniae quae itineribus comitis De Sack, Ferdinandi Deppe et Chr. Guil. Schiede in Museum zoologicum Berolinense pervenerunt. Pars prima saurorum species amplectens, adjecto systematis saurorum prodromo, additisque multis in hunc amphibiorum ordinem observationibus. Lüderitz, Berlin, p. 1-54 (texte intégral).